# Pang Sang
Pang Sang – przełęcz położona w Nepalu, w Himalajach, w grupie górskiej Ganeś Himal, na wysokości 3850 m n.p.m. Znajduje się na drodze z Trisuli Bazar do Syabrubensi w dolinie Langtangu.